# Эстамп

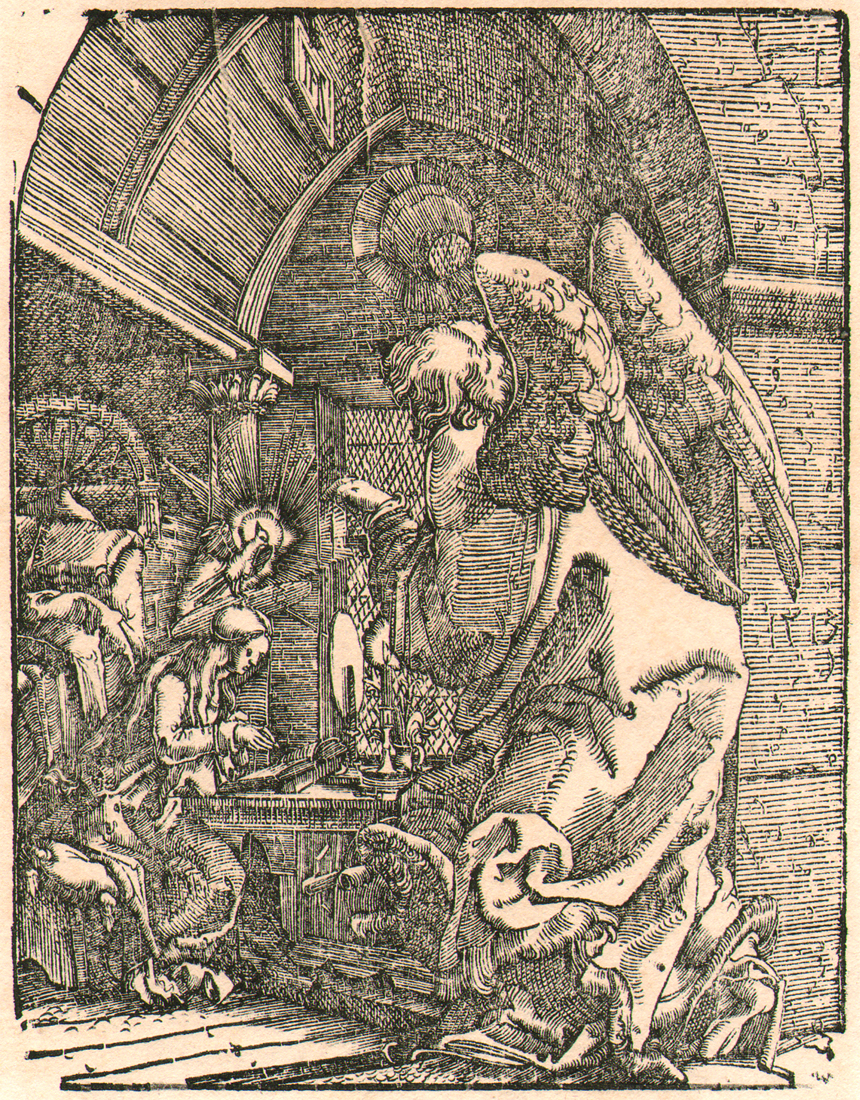
Альбрехт Альтдорфер. Благовещение, ксилография, 12,4 × 9,5 см, 1513 год

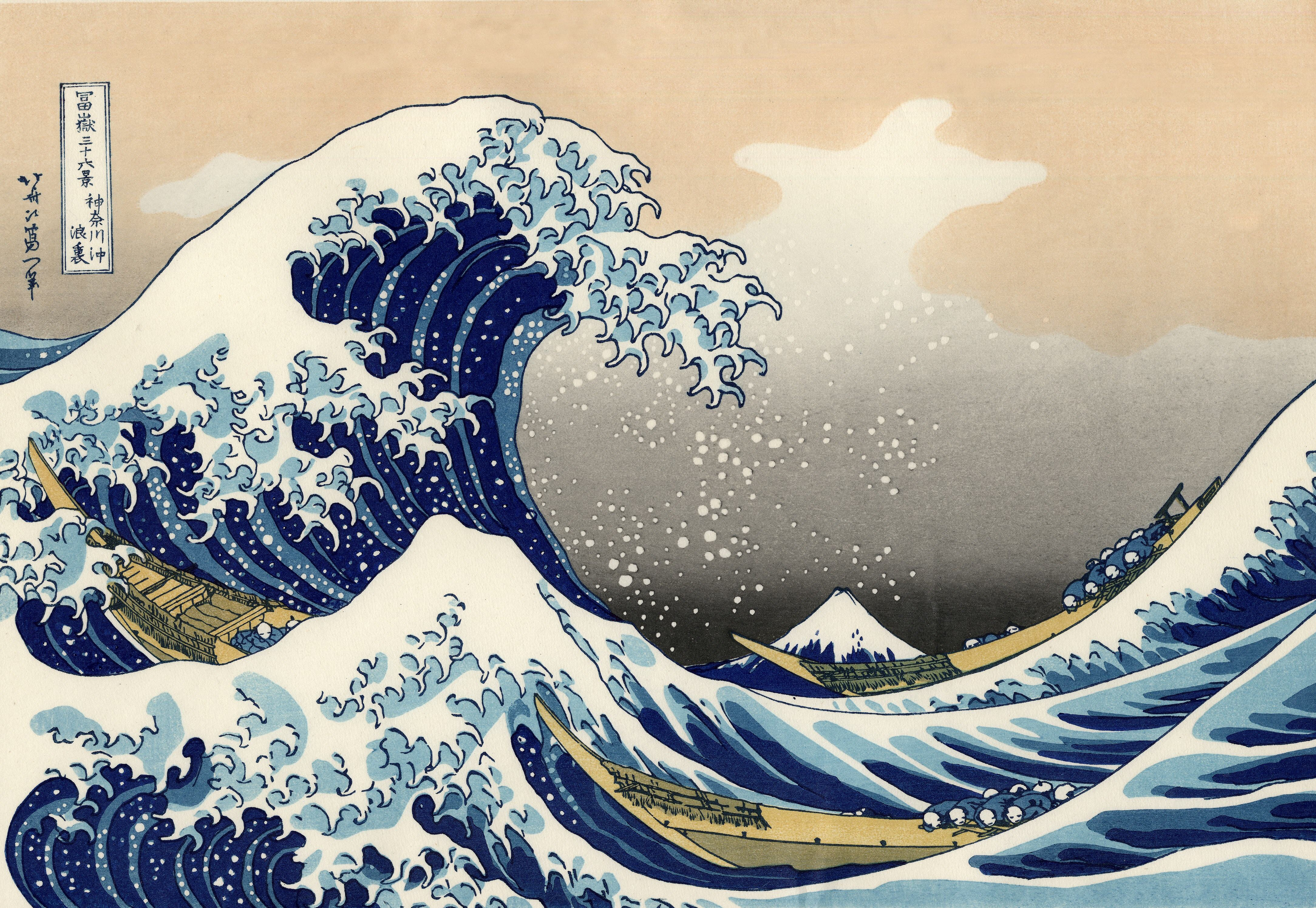
Кацусика Хокусай. Большая волна в Канагаве, ксилография, 1823—1831 годы

Эста́мп (фр. estampe «штамп, отпечаток» от итал. stampa «печать») — произведение графического искусства, представляющее собой гравюрный либо иной оттиск на бумаге с печатной формы (матрицы). Эстамп как произведение тиражной графики обладает спецификой в отношении авторства: оригинальными считаются те отпечатки, которые сделаны самим художником или печатником при участии автора с последовательной корректурой оттисков. Такой эстамп следует отличать от механического репродуцирования. Каждый оттиск (эстамп) является оригиналом, поскольку сама печатная форма не даёт наглядного изображения. Но не все оттиски имеют одинаковую ценность. Оттиски первого, авторского тиража подписывает сам художник, в старину к подписи добавляли слово: excudit (с лат. — «выполнил»). Авторская подпись, название и дата ставятся в правом нижнем поле эстампа, в левом — номер оттиска (в числителе — порядковый номер, в знаменателе — общее количество тиража). Первые оттиски обычно считаются лучшими. Коллекционеры их особенно ценят, в том числе: avant la lettre (с фр. — «до буквы») то есть ещё не подписанные и не нумерованные. Надписи: del. (сокращение от лат. delineavit — «нарисовал») а позднее, в XVIII—XIX веках, и fecit (с лат. — «сделал») указывают на автора оригинального рисунка гравюры.
Родственный термин: эстампаж — искусство и техника оттискивания рельефных изображений и надписей на бумагу. Такая техника появилась в Китае во II в. н. э. в связи с распространением бумаги и потребностью в тиражировании священных буддийских изображений и текстов. Изображения вырезали на камне, дереве, слоновой кости или яшме. Слегка увлажнённую бумагу накладывали на рельеф и вдавливали в углубления. Затем тампоном или кистью наносили краску. В результате на бумаге получалось прямое изображение рельефа: выпуклые части печатались тёмным, углубления оставались белыми. Такие изображения считают прямыми предшественниками позднейшей ксилографии (гравюры на дереве высокой печати). В начале XX века возникли подражания древним эстампажам.
Эстамп, как и акварель, требует обязательной окантовки в паспарту под стекло. Рельефность и широкие поля паспарту, а также окантовка тонким деревянным или металлическим багетом, подчёркивают автономность изобразительного пространства гравюры, отграничивая его от окружающей среды.

## Виды эстампа
В зависимости от способа создания печатной формы и приёмов печати, техники создания эстампов подразделяют на четыре разновидности:
- Высокую печать — гравюра на дереве (обрезная и торцовая); линогравюра; гравюра на картоне.
- Глубокую печать — офортные техники («травлёный штрих», акватинта, лавис); пунктир, карандашная манера, сухая игла; мягкий лак; меццо-тинто, резцовая гравюра.
- Плоскую печать — литография, монотипия.
- Трафаретную печать — шелкографские техники; вырезной трафарет.

## Художники-эстамписты
- Мстислав Добужинский
- Александр Громов
- Владимир Лебедев
- Николай Тырса
- Дагдангийн Амгалан
- Алексей Пахомов
- Геннадий Епифанов
- Василий Звонцов
- Алексей Зубов
- Владимир Фаворский
- Дмитрий Митрохин
- Джорджо Моранди
- Аркадий Морозов
- Борис Малкин
- Жилло Сент-Эвр